# Cerro Tenerife (Chile)
Cerro Tenerife es una montaña situada junto a la pequeña ciudad de Puerto Natales y del Parque nacional Torres del Paine en la Patagonia chilena. 
Mide 1650 metros y toma su nombre de la isla de Tenerife en España debido a que el colono español que se estableció en el lugar, llamado Ernesto Casasola era de la isla de Tenerife y el cerro se le asemejó al volcán Teide situado en aquella isla española.